# Борнштейн, Дэвид
Дэвид Борнштейн (англ. David Bornstein) — журналист и автор, который специализируется на публикациях о социальных инновациях, используя стиль журналистских решений. Пишет для Fixes blog на сайте New York Times и выступает одним их соучредителей сети Solutions Journalism Network. Автор трёх книг о социальном предпринимательстве.

## Биография
Дэвид Борнштейн вырос в Монреале, провинции Квебек, Канада, сейчас живет в Нью-Йорке. Женат, есть сын.
Получил степень бакалавра коммерции в Университете Макгилл в Монреле и степень магистра искусств в Нью-Йоркском университете. Также работал системным аналитиком и программистом.
Газета New York Times писала о книге Дэвида Борнштейна  «Как изменить мир: социальное предпринимательство и сила новых идей» (англ. How to Change the World: Social Entrepreneuers and the Power of New Ideas) как об «обязательном чтении для всех, кто заботится о построении более справедливого и стабильного мира». В книге раскрывается тема работы социальных инноваторов в Бразилии, Бангладеш, Индии, Южной Африке, Венгрии, Польше и Соединенных Штатах. Книгу планировали опубликовать в Индии, Тайване, Испании, Мексике, Аргентине, Франции и Германии. В 2012 году книга опубликована в России, второе издание на русском языке вышло в 2015 году.

## Награды
Дэвид Борнштейн получил награду Human Security за работу в области социального предпринимательства 25 октября 2007 года, которая ежегодно вручается Коалицией по защите прав человека по программе Калифорнийского университета в Ирвайне. Получил премию «Лидерство в области социального предпринимательства» в 2008 году от Школы бизнеса Фукуа университета Дьюка. Лауреат Vision Award в 2014 году от Центра Социального предпринимательства Миддлбери-колледжа.

## Книги
- «Social Entrepreneurship: What Everyone Needs to Know» (2010) написал в соавторстве со Сьюзен Дэвис[англ.];
- «How to Change the World: Social Entrepreneurs and the Power of New Ideas» (2004[5], доработанное издание — 2007)
- «The Price of a Dream: The Story of the Grameen Bank» (1997)[6].